# Romantický horor
Romantický horor je jeden z filmových žánrů. Obsah romantického hororového filmu kombinuje prvky romantického a hororového žánru, přičemž film obsahuje milostné scény a scény snažící se na diváka uvalit strach. Příkladem romantického hororu může být film Valentine (2001), Twilight sága: Stmívání (2008) nebo Krev jako čokoláda (2007).